# Криничка (пам'ятка природи, Любомльський район)
Дуб Болеслава Пруса — ботанічна пам'ятка природи місцевого значення. Об'єкт розташований на території Ковельського району Волинської області, Вишнівської сільської територіальної громади, с. Машів.
Площа — 0,01 га, статус отриманий у 2011 році згідно рішення Волинської обласної ради від 04.11.2011 № 7/21.
Охороняється екземпляр дуба звичайного (Quercus robur) віком понад 400 років, висотою 30 м., діаметром стовбура 4,5 м на висоті 1,3 м. Названий на честь польського письменника Александра Гловацького (1847–1912), відомого під літературним псевдонімом Болеслав Прус, який відпочивав і творив під цим деревом.

## Галерея

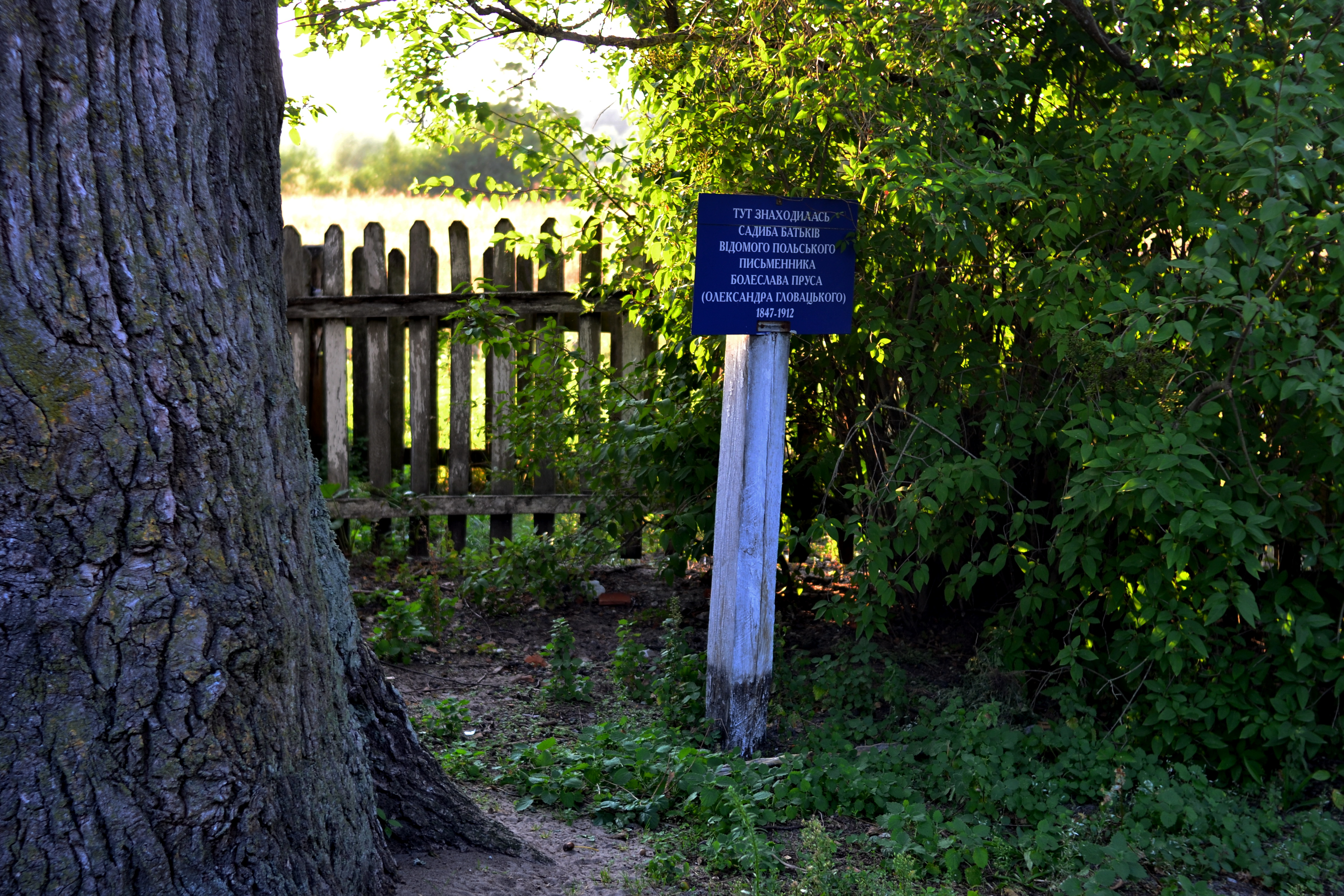
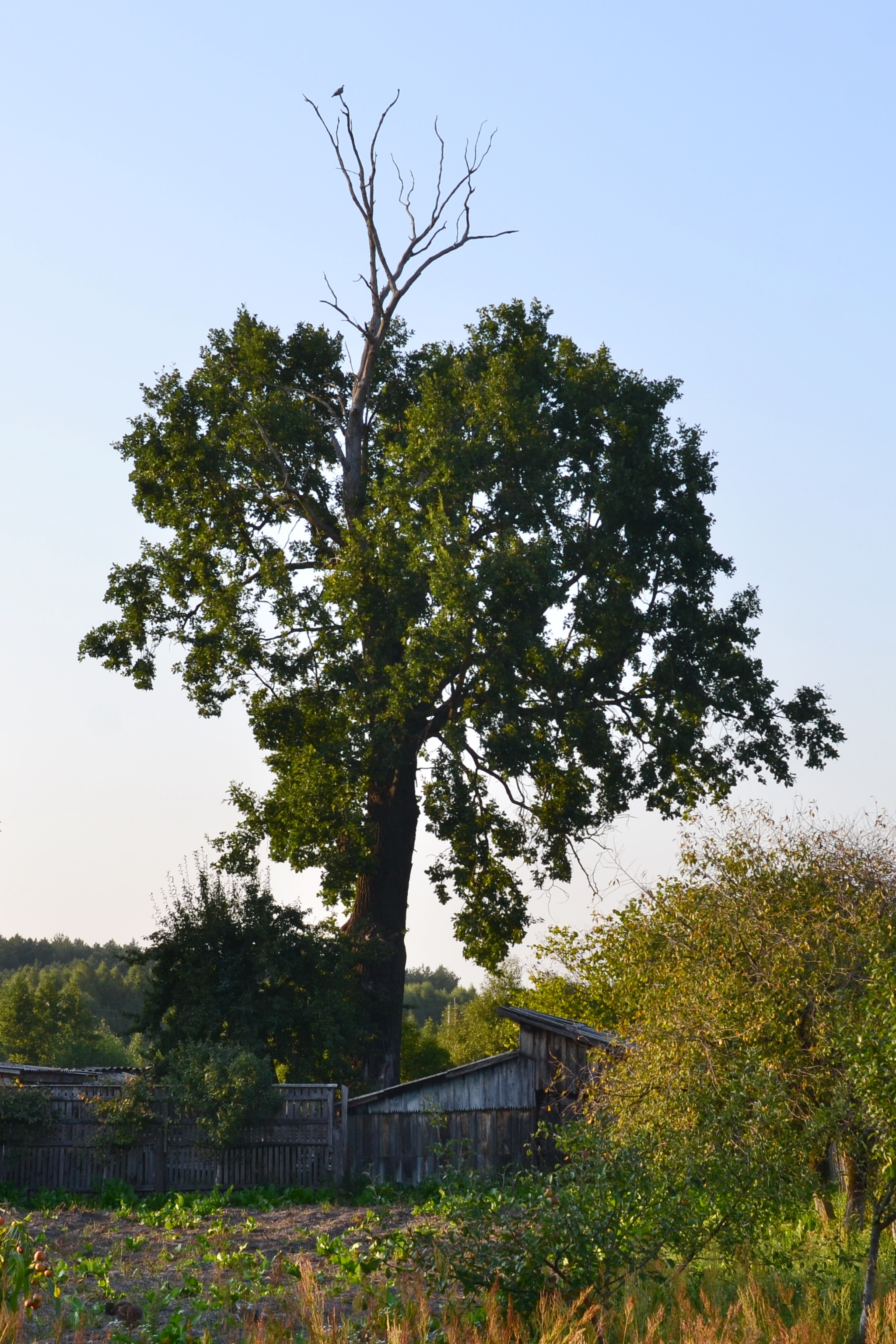
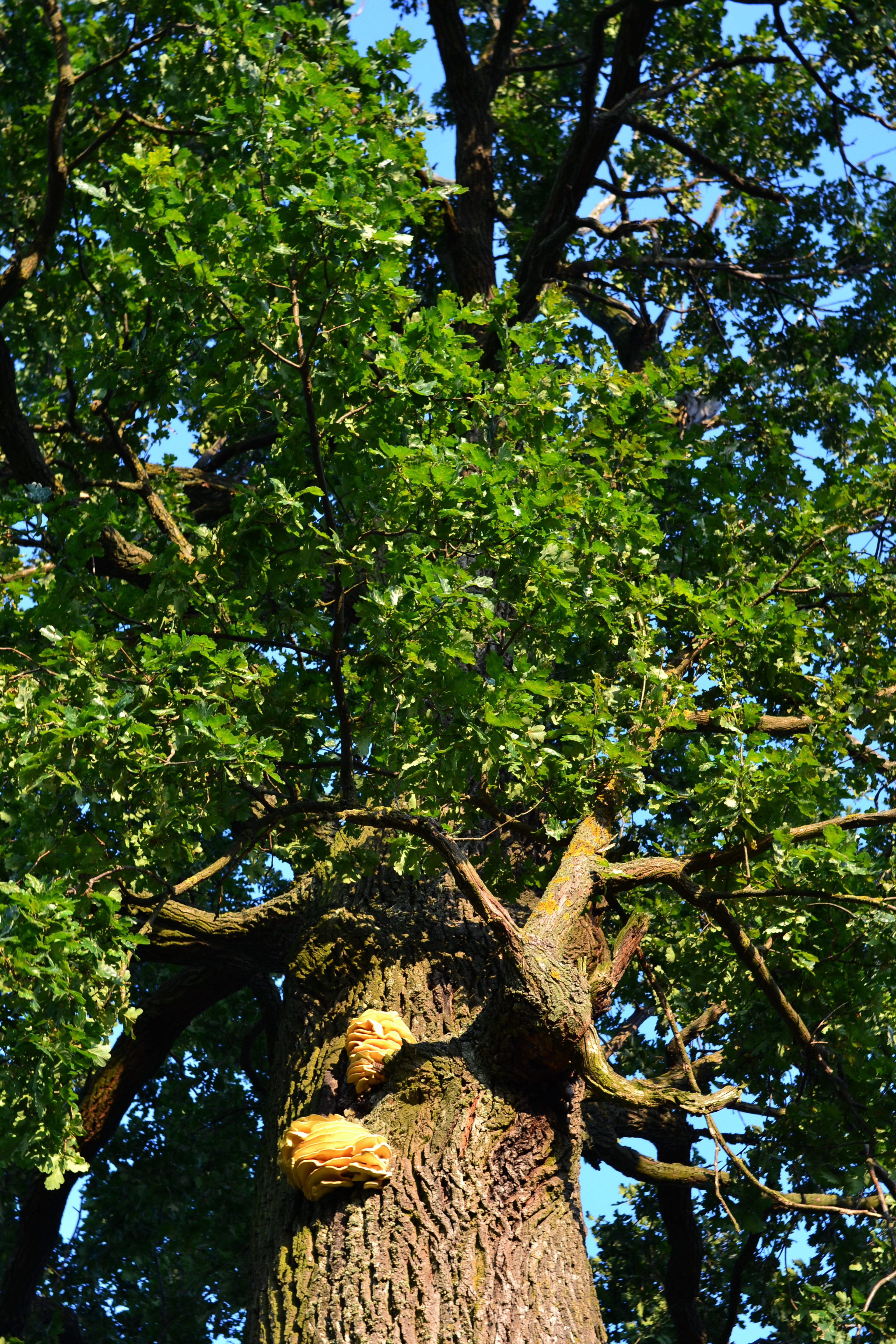